# Tituba Corona
La Tituba Corona è una struttura geologica della superficie di Venere.